# Arquidiocese de Cuttack-Bhubaneswar
A Arquidiocese de Cuttack-Bhubaneswar (Archidiœcesis Cuttackensis - Bhubanesvarensis) é uma arquidiocese da Igreja Católica situada em Bhubaneswar, na Índia. É fruto da elevação da diocese de Cuttack. Seu atual arcebispo é John Barwa. Sua Sé é a Catedral do Santíssimo Rosário, em Cuttack. Possui 36 paróquias.

## História
A Diocese de Cuttack fazia parte da Diocese de Visakhapatnam desde 1845. Em 1922, padres espanhóis vicentinos chegaram de Orissa. Em 1928, o Papa Pio XI declarou Cuttack uma missão sui iuris.
Em 1937, a missão foi elevada à Diocese, sufragânea de Ranchi. Em 24 de janeiro de 1974, foi elevada à Arquidiocese Metropolitana.

## Prelados
|                       | Nome                                   | Período    | Notas                                  |            |
| Arcebispos            | Arcebispos                             | Arcebispos | Arcebispos                             | Arcebispos |
| --------------------- | -------------------------------------- | ---------- | -------------------------------------- | ---------- |
| 3°                    | John Barwa, S.V.D.                     | 2011-      | Atual                                  |            |
| 2º                    | Raphael Cheenath, S.V.D.               | 1985-2011  |                                        |            |
| 1º                    | Henry Sebastian D'Souza                | 1974-1985  | Nomeado Arcebispo coadjutor de Calcutá |            |
| Bispos                |                                        |            |                                        |            |
| 2º                    | Pablo Tobar Gonzáles, C.M.             | 1949-1971  |                                        |            |
| 1º                    | Florencio Sanz Esparza, C.M.           | 1932-1948  |                                        |            |
| Superior Eclesiástico |                                        |            |                                        |            |
| 1º                    | Padre Valeriano Guemes Rodriguez, C.M. | 1929-1932  |                                        |            |